# یادبود لینکلن
یادبود لینکلن (Lincoln Memorial) یک بنای یادبود ملی در شهر واشنگتن دی سی در آمریکا است که در بزرگداشت شانزدهمین رئیس جمهور ایالات متحده آبراهام لینکلن ساخته شده است. این بنا که نمونه‌ای از سبک نئوکلاسیک است در منتهی الیه غربی نشنال مال قرار دارد.

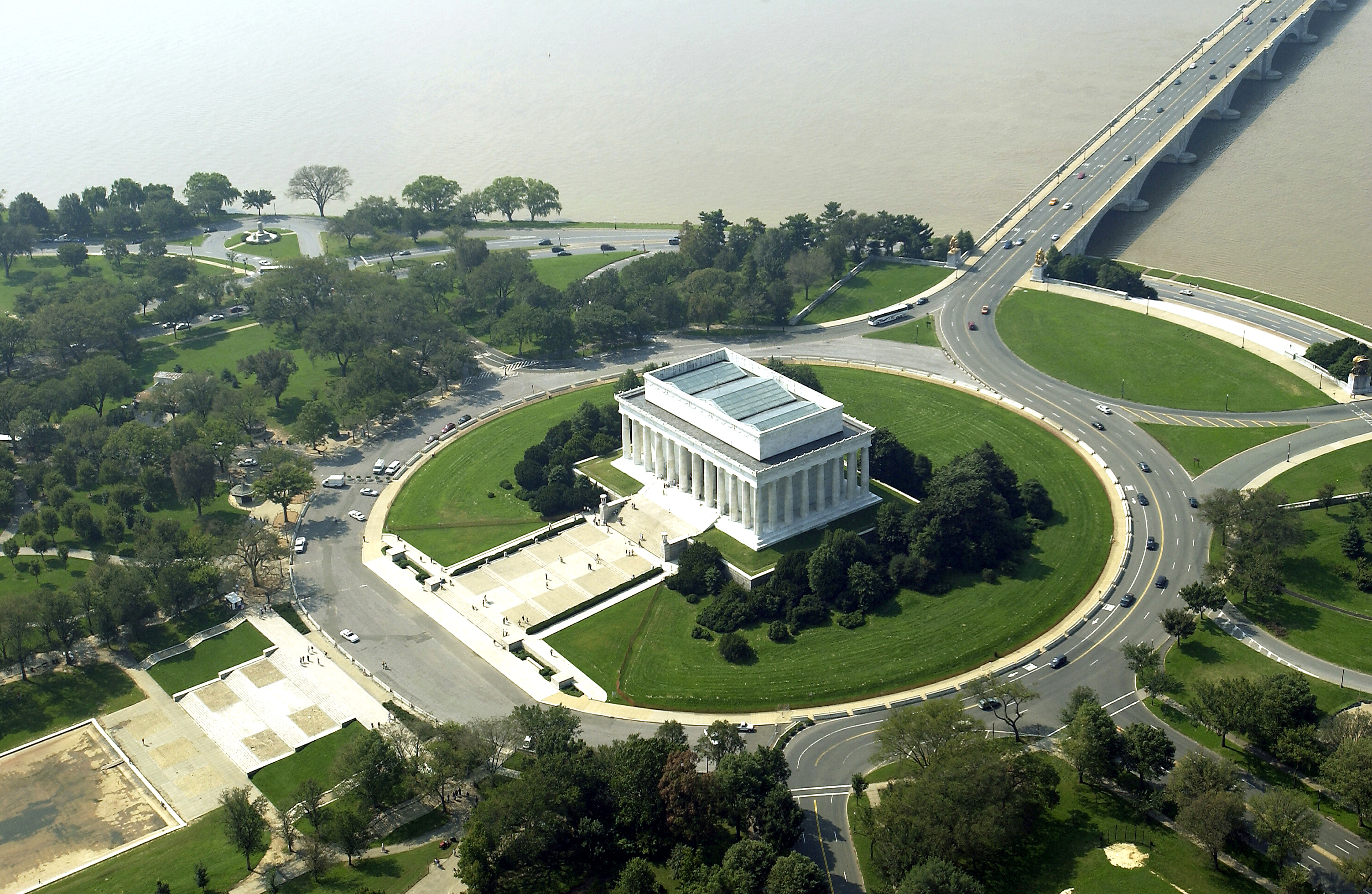

## مشخصات
این بنای مرمری در محوطه‌ای در مرکز شهر و در کرانه شرقی رودخانه پوتوماک قرار دارد در ۱۹۲۲ میلادی افتتاح گردید به سبک معماری دوریک یونان و توسط هنری بیکن طراحی گردیده است.
اینجا همان محلی‌ است که مارتین لوتر کینگ سخنرانی مشهور «رویایی دارم...» خود را ایراد کرد.
جلال آل احمد در خاطرات خود این بنا را «با مجسمه عظیمی، بی ابهت، و خالی از ایجاد رعب» توصیف نموده است.

## نگارخانه

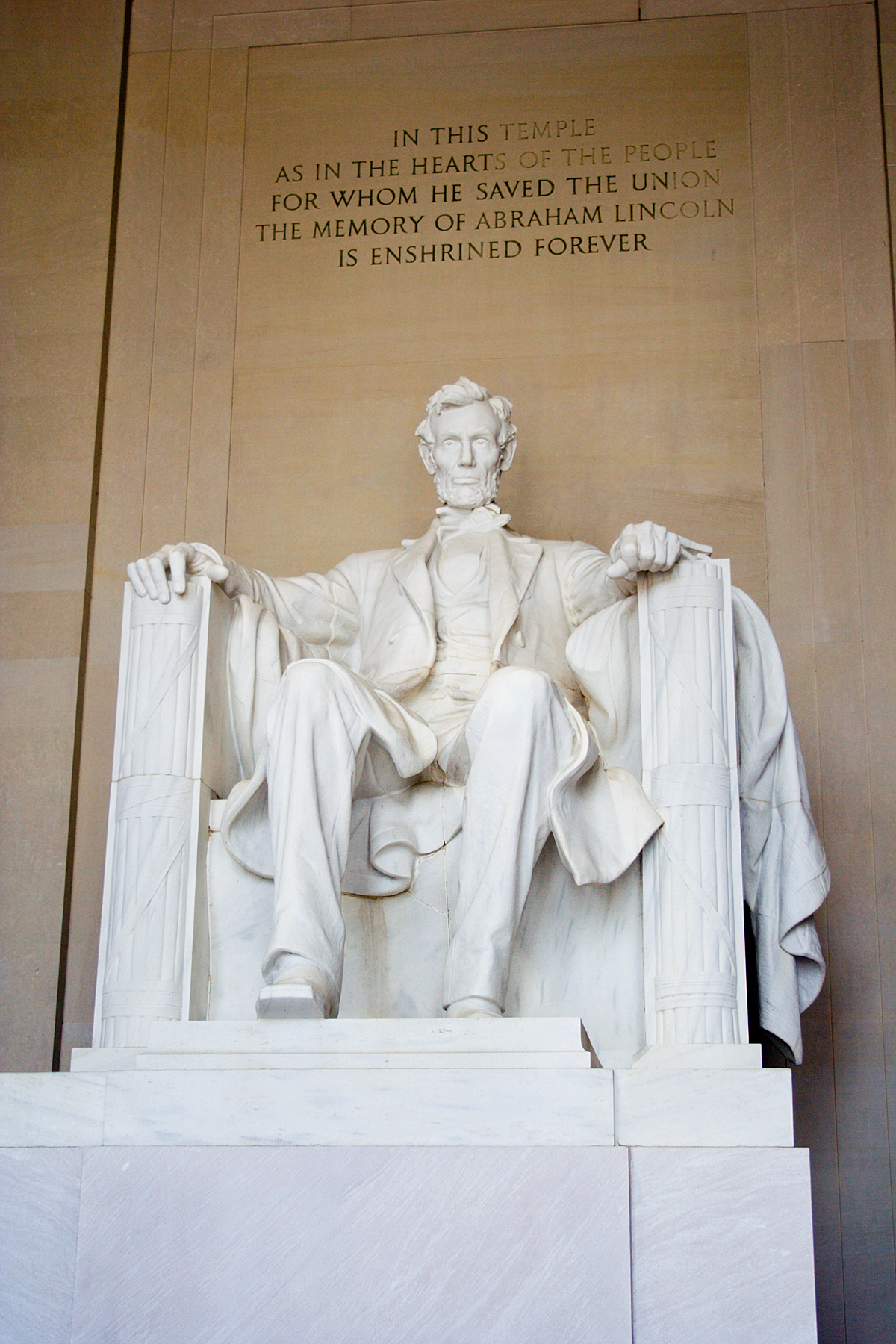
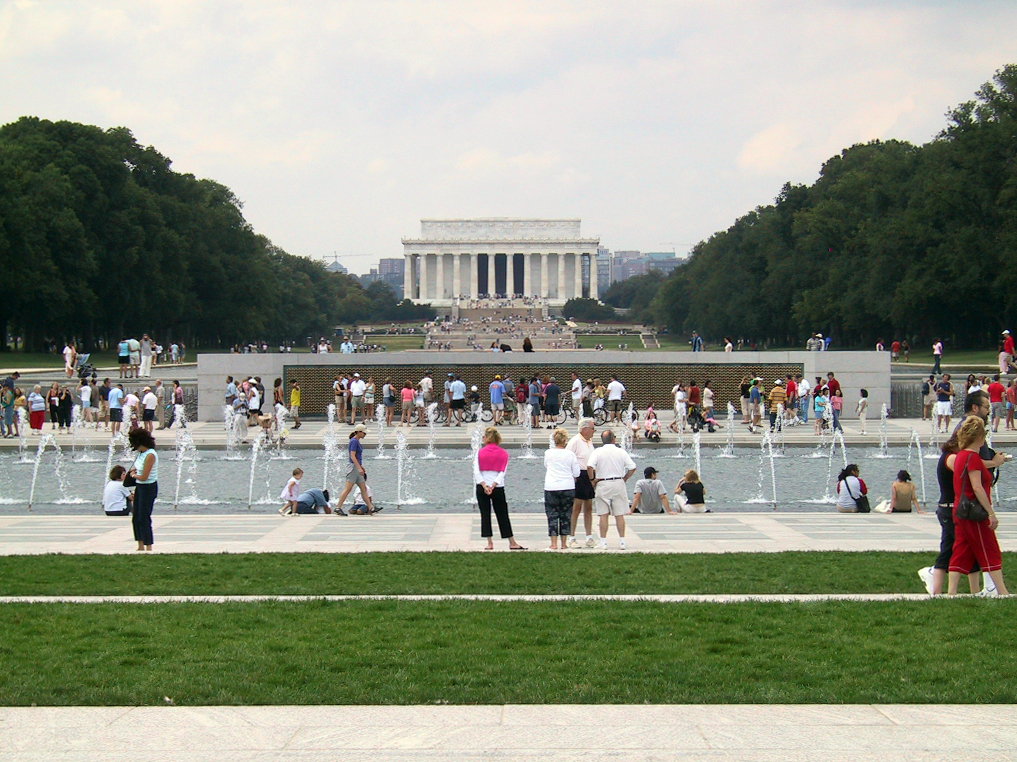
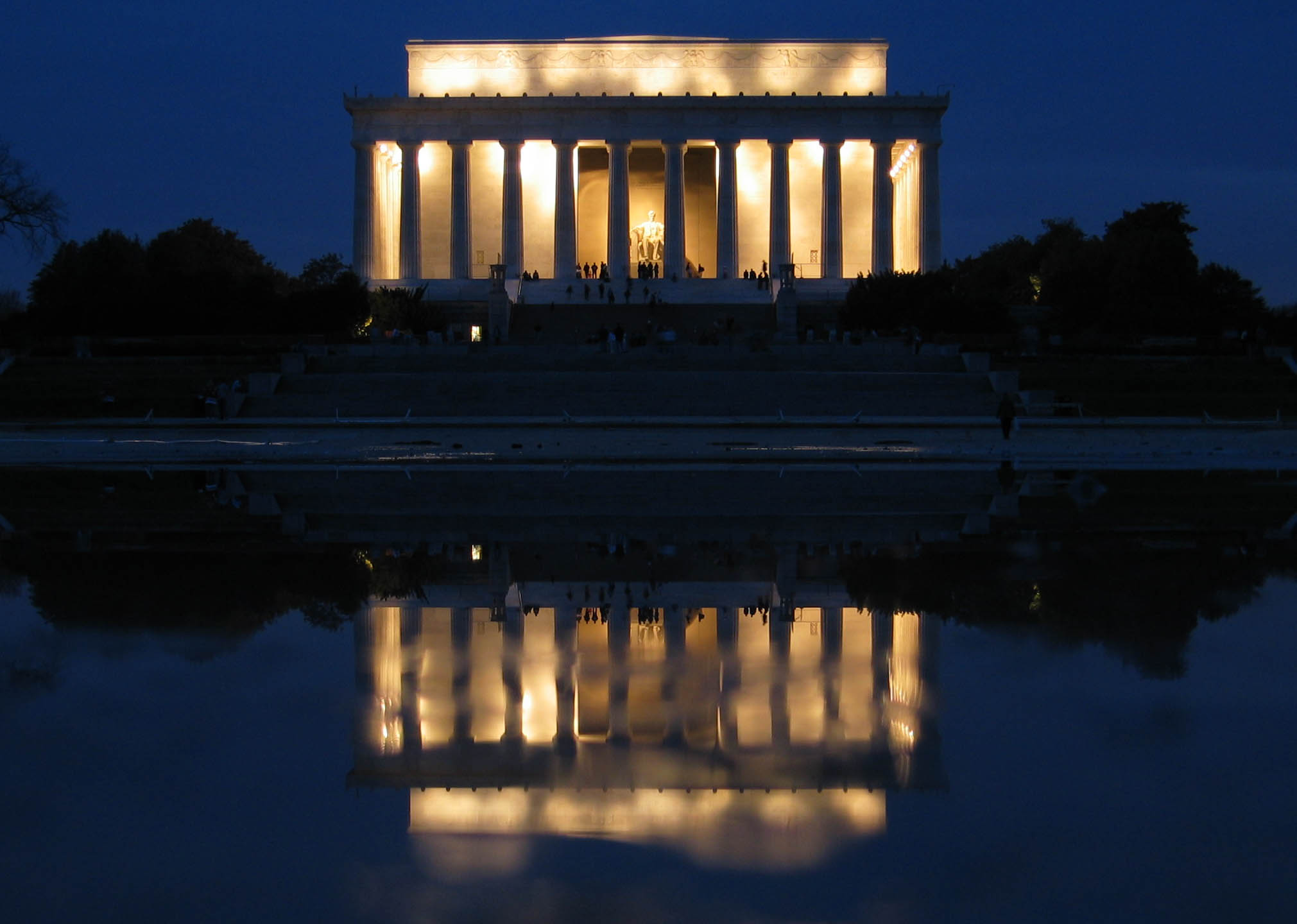
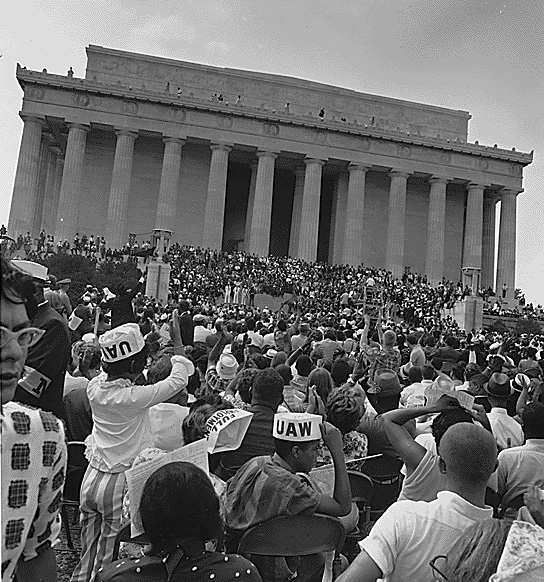

## جستارهای مربوطه
- مرکز هنرهای نمایشی لینکلن
- کتابخانه و موزه ریاست جمهوری آبراهام لینکلن

## وب‌گاه رسمی
- وب‌گاه رسمی یادبود لینکلن